# Lophotrigona canifrons
Lophotrigona canifrons är en biart som först beskrevs av Smith 1857.  Lophotrigona canifrons ingår i släktet Lophotrigona, och familjen långtungebin. Inga underarter finns listade.

## Utseende
Ett tämligen litet bi med en längd på omkring 5 mm. Färgen är övervägande svart; ansiktet är klätt med korta, gråsvarta hår, mellankroppen har tjock, svart päls på ovansidan medan bakkroppen är blank. Vissa individer kan dock vara något ljusare färgade, med rödbrunaktiga käkar, munsköld, ben och sidorna på mellankroppen.

## Ekologi
Släktet Heterotrigona tillhör de gaddlösa bina, ett tribus (Meliponini) av sociala bin som saknar fungerande gadd. De har dock kraftiga käkar, och kan bitas ordentligt. Boet försvaras aggressivt av arbetarna. Arten samlar kåda från träd för att använda som bobyggnadsmaterial och till försvar. Även kådkällorna försvaras energiskt mot andra bin.

## Utbredning
Lophotrigona canifrons är en sydöstasiatisk art som förekommer i Myanmar, Thailand, Malaysia (inklusive Sabah och Sarawak), Singapore, Brunei och Indonesien.